# The Sailor's Smiling Spirit
The Sailor's Smiling Spirit è un cortometraggio muto del 1916 diretto da Anders Van Haden (come William A. Howell).

## Produzione
Il film, prodotto dalla Thanhouser Film Corporation, venne girato a Jacksonville, in Florida. Le riprese terminarono la prima settimana del marzo 1916

## Distribuzione
Distribuito negli Stati Uniti dalla Mutual, il film - un cortometraggio in una bobina - uscì nelle sale il 17 aprile 1916. Alcune riviste dell'epoca riportarono come titolo quello di The Smiling Sailor's Spirit.